# Saša Ćurčić
Saša Ćurčić (in serbo Саша Ћурчић?; Belgrado, 14 febbraio 1972) è un ex calciatore serbo, di ruolo centrocampista.

## Palmarès
- Campionati della RF di Jugoslavia: 1

Partizan: 1993-1994
- Coppe di Jugoslavia: 1

Partizan: 1993-1994